# Guillaume Pape
Guillaume Pape, né le 1er décembre 1991 à Penzé, sur la commune de Taulé (Finistère), est un chef cuisinier français.
Chef du restaurant L'Embrun à Brest, pour lequel il a été récompensé d'une étoile Michelin en 2022, Guillaume Pape a été finaliste de la saison 10 de Top Chef, diffusée en 2019 sur M6.

## Parcours
Issu d'une famille d'agriculteurs, Guillaume Pape envisage d'abord d'être boucher avant de se diriger vers une formation de cuisinier. Il effectue un BEP au lycée La Closerie à Saint-Quay-Portrieux (Côtes-d'Armor) puis un bac pro à l’Ifac de Brest. Il se forme également auprès de Jean-Yves Crenn, qu'il considère comme son mentor, au Temps de Vivre à Roscoff.
Il part ensuite pendant trois ans chez Firmin Arrambide aux Pyrénées à Saint-Jean-Pied-de-Port puis valide un BTS pâtisserie. Il travaille ensuite une saison auprès de Nicolas Sale au Kilimandjaro (deux étoiles au Michelin) à Courchevel. Il enchaîne en tant que chef de partie puis second auprès du chef deux étoiles Olivier Bellin à l’Auberge des Glazicks à Plomodiern, où il rencontre Marlène Breton qui deviendra sa compagne. Il la suit quand elle part poursuivre ses études à Montpellier en devenant chef du 1789, où il obtient une assiette Michelin. En 2017, retour à deux en Bretagne où il reprend les cuisines de la Fontaine aux Perles, restaurant gastronomique de Rennes. Là bas, il obtient une assiette au Guide Michelin et deux toques au Gault & Millau.
Il participe au tournage de la saison 10 de Top Chef en octobre et novembre 2018. Il est intégré à la brigade de Michel Sarran et il est le candidat qui cumule le plus de victoires dans les épreuves : avec Samuel Albert, il gagne l'épreuve des fruits de mer de Pierre Gagnaire (semaine 2), des fraises au sucre avec les Meilleurs ouvriers de France et leurs enfants (semaine 5) et il contribue à la victoire de Samuel Albert sur l'épreuve du râble de lièvre aux fruits de Gilles Goujon. Avec Damien Laforce et Camille Maury, il gagne l'épreuve de la boîte noire (semaine 6). Avec Alexia Duchêne, il remporte la « Guerre des resto s» (semaine 9). Seul, il se qualifie second à l'épreuve du plat monochrome de Yannick Alléno (semaine 7) et il gagne l'épreuve du plat régional avec Arnaud Lallement (semaine 10). En quarts de finale, il remporte l'épreuve du dessert en forme de fleur de Cédric Grolet et celle des berlingots de Anne-Sophie Pic. En demi-finale il arrive premier sur son épreuve et bat Alexia Duchêne sur l'épreuve de cette dernière. Il se qualifie en finale avec Samuel Albert, avec qui il a noué une complicité amicale notamment au cours de leurs épreuves en équipe dans la brigade de Michel Sarran. Solide sur les épreuves de cuisine dans lesquelles il fait fréquemment des références à la tradition culinaire bretonne, Guillaume Pape a été aussi souvent performant sur les épreuves de pâtisserie.
Pendant le tournage, il prend la décision de quitter le restaurant rennais où il est chef et de profiter des retombées de l'émission pour créer son propre restaurant à Brest avec sa compagne.
La finale est tournée en janvier 2019 à l'Hôtel Royal d'Evian-les-Bains et la révélation des résultats est tournée quelques semaines plus tard à Paris. Guillaume est devancé par Samuel Albert de 64 points (sur 1040 points attribués à raison de 10 points par chacun des 104 convives), soit l'équivalent de 6 voix. Samuel Albert lui reverse 10% de ses gains, honorant un pacte passé entre les deux amis avant la finale.
Le concours est diffusé sur M6 du 6 février au 8 mai 2019. Pendant cette période, Guillaume et sa compagne (qui se marient en 2020) ouvrent leur propre restaurant, L'Embrun, à Brest,,,.
Il se sépare de sa compagne durant l'été 2021.
En novembre 2019, le millésime 2020 du Gault & Millau lui attribue deux toques et 14/20, le Guide Michelin 2020 lui attribue une assiette et le restaurant décroche une étoile dans l'édition 2022.
En septembre 2023, il ouvre le restaurant Homard & Co sur le port de commerce de Brest.